# Wikov
Wikov (Віков) — з 1918 року чеський виробник сільськогосподарської техніки та автомобілів. Штаб-квартира розташована в Простейові. У 1937 році компанія припинила виробництво легкових автомобілів.

## Заснування компанії
Фірма «Віков» бере свій початок з фірми «Віхтерле-Прохазка», яка була утворена 1878 року в місті Простейов. Вона займалася виготовленням простих сільськогосподарських машин і робочих інструментів.
Після розвалу Австро-Угорської імперії до бізнесу Франтішека Віхтерле приєднався Коваржик, фірма отримала назву WIKOV. Разом вони продовжили займатися виробництвом молотарок, плугів, парових локомобілів, двигунів і генераторів.

## Початок виробництва автомобілів
До 1922 року вони вирішують почати виробляти автомобілі, для цього купують ліцензію на виробництво автомобілів в італійської фірми Ansaldo STS. Фірма вирішує випускати автомобілі виключно на замовлення, ні про яке масове виробництво не йшлося.

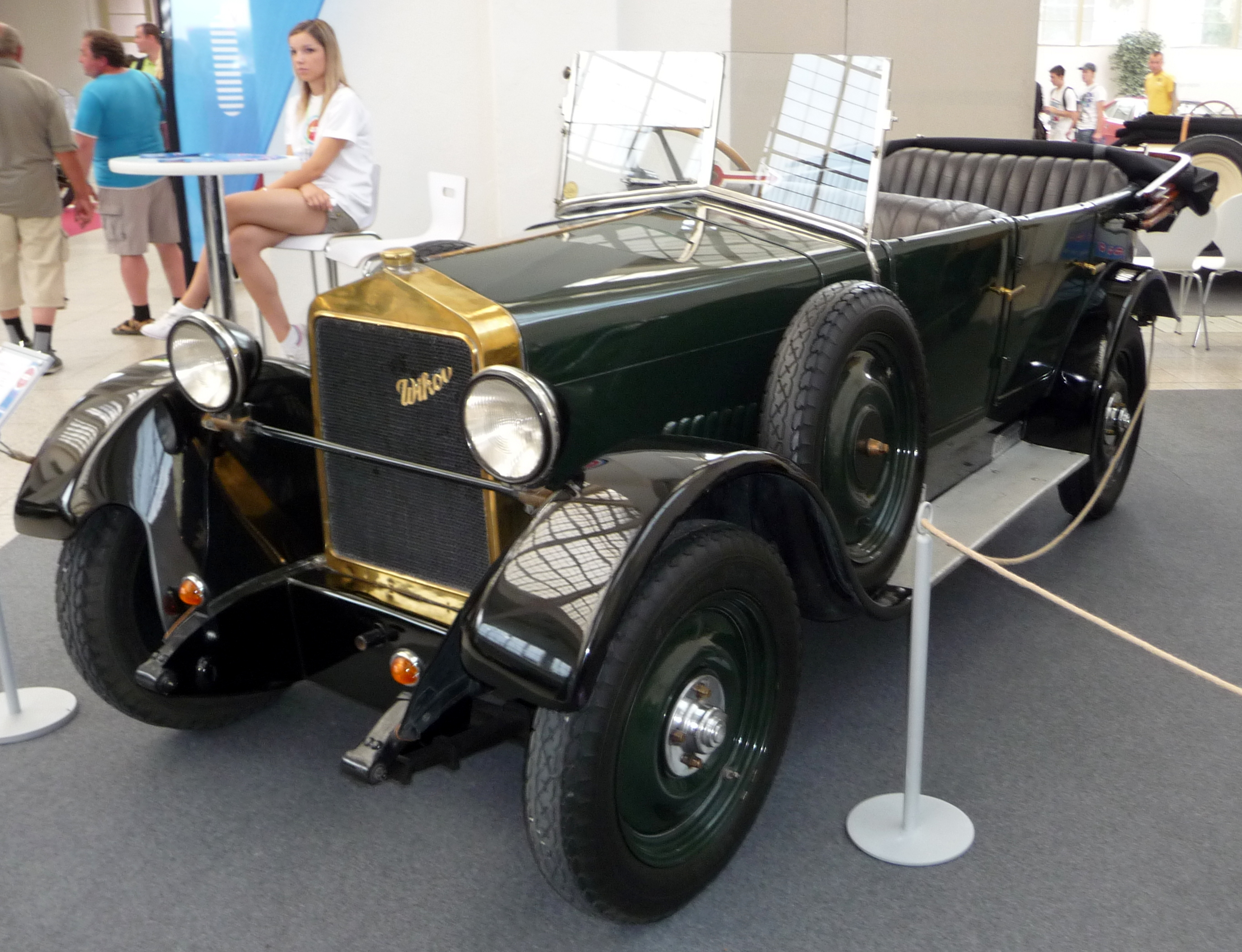
Wikov IV

Перше авто було 4-циліндровим, з мотором об'ємом в 1 л і потужністю 18 сил. Цих авто побудували всього 2, потім у 1924 році на автомобіль стали монтувати 1.3 л мотор з віддачею у 20 сил, їх побудували ще 3 штуки.
У 1925 році з'являється модель V, це була майже ідентична машина, з тією лише різницею, що мотор був об'ємом 1350 см3. Цих машин було випущено близько 15-20 штук.

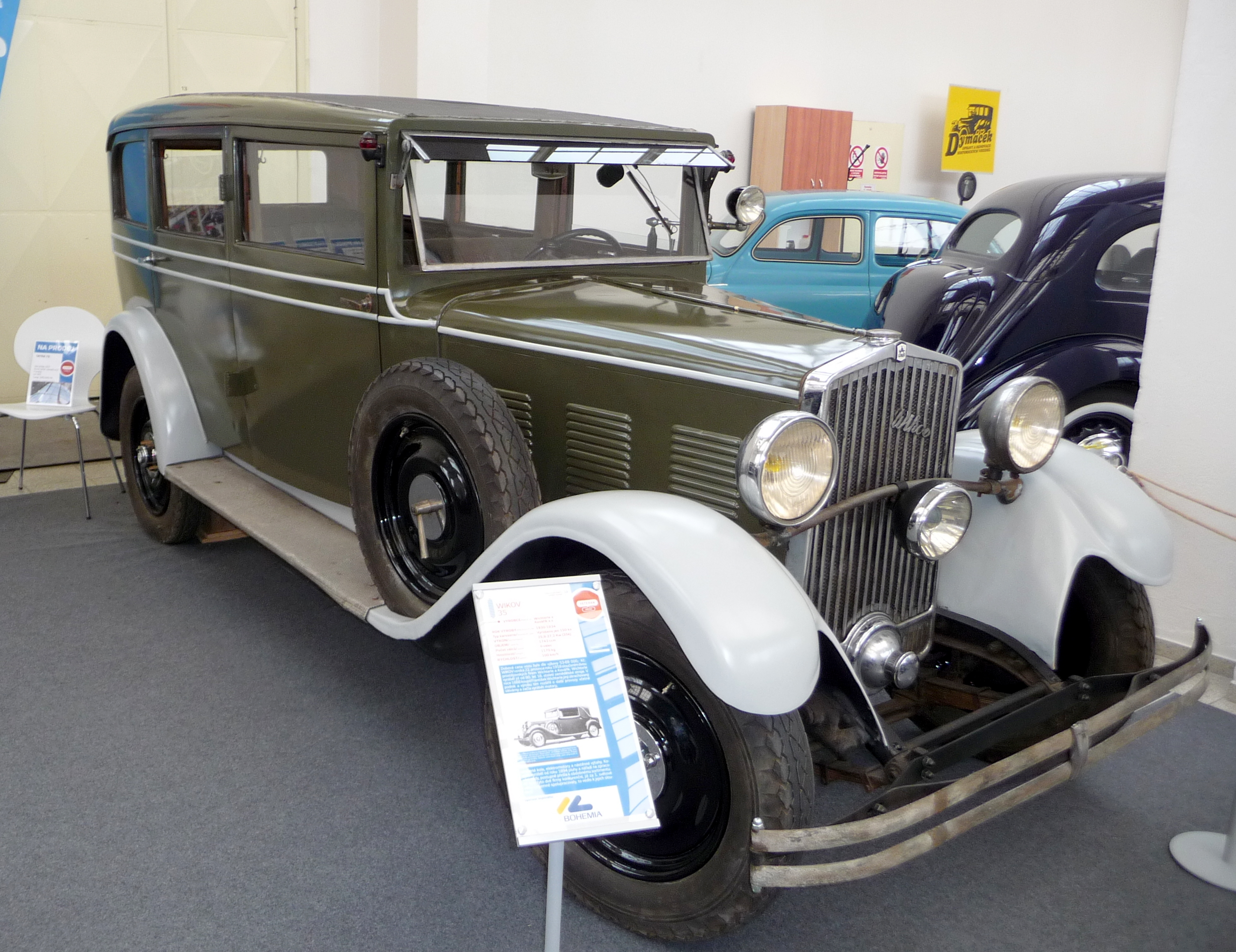
Wikov 7/28 Limousine

Тоді ж з'являється самостійна розробка й перша серійна машина, яка отримала індекс 7/28. Авто комплектувалось 1.5 л мотором потужністю 28 сил. У 1930 році машину модернізують, мотор розвиває 32 сили, а гальма отримують гідравлічний привід, колію коліс збільшили. Авто має 8 типів легкових кузовів плюс вантажну версію з в/п в 750 кг. Тип 7/28 стає першим масовим автомобілем фірми, його випускають у кількості 280 штук (у тому числі і вантажні варіанти), це обсяг продажів за 7 років (з 1925 по 1932 рік).

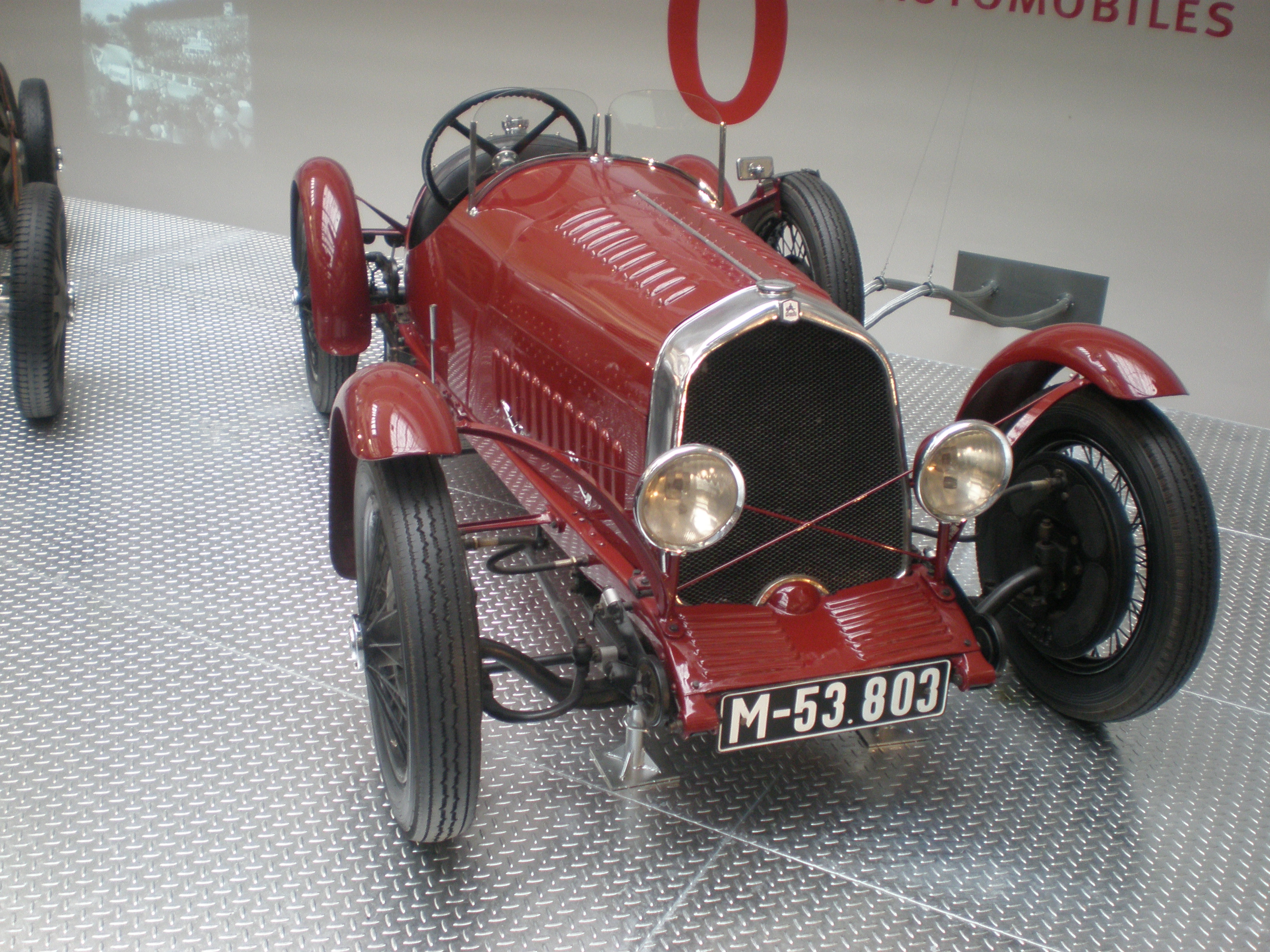
Wikov 7/28 1500 Sport

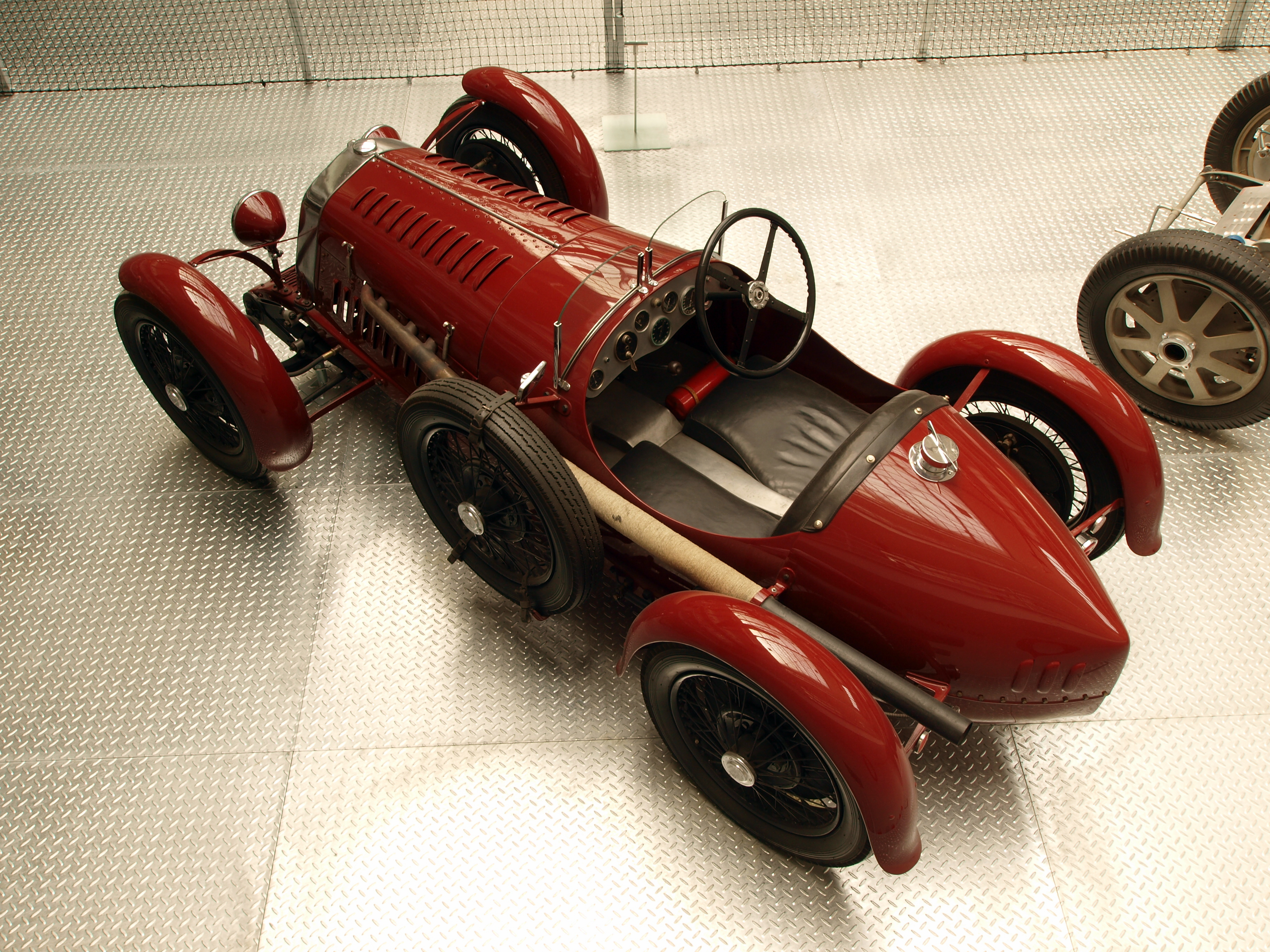
Wikov 7/28 1500 Sport

У 1928 році на базі 7/28 з'являється спортивна версія 1500 Sport, вона має той же 1.5 л мотор, але форсований до 45 сил. Коробки передач були спочатку 3-ступінчасті, але з 1931 року отримують 4 передачі, а також гідравліку в гальмівній системі. Крім спортивного мотора, авто також отримує красиві 2-місні спортивні кузови, з якими може розвивати 140 км/год. Машина брала участь у чехословацьких гонках, так 1931 року авто прийшло третім у 1,5-літровому класі. А в 1933 році зайняло перше місце в ралі-рейді Прага-Прессбурзі.

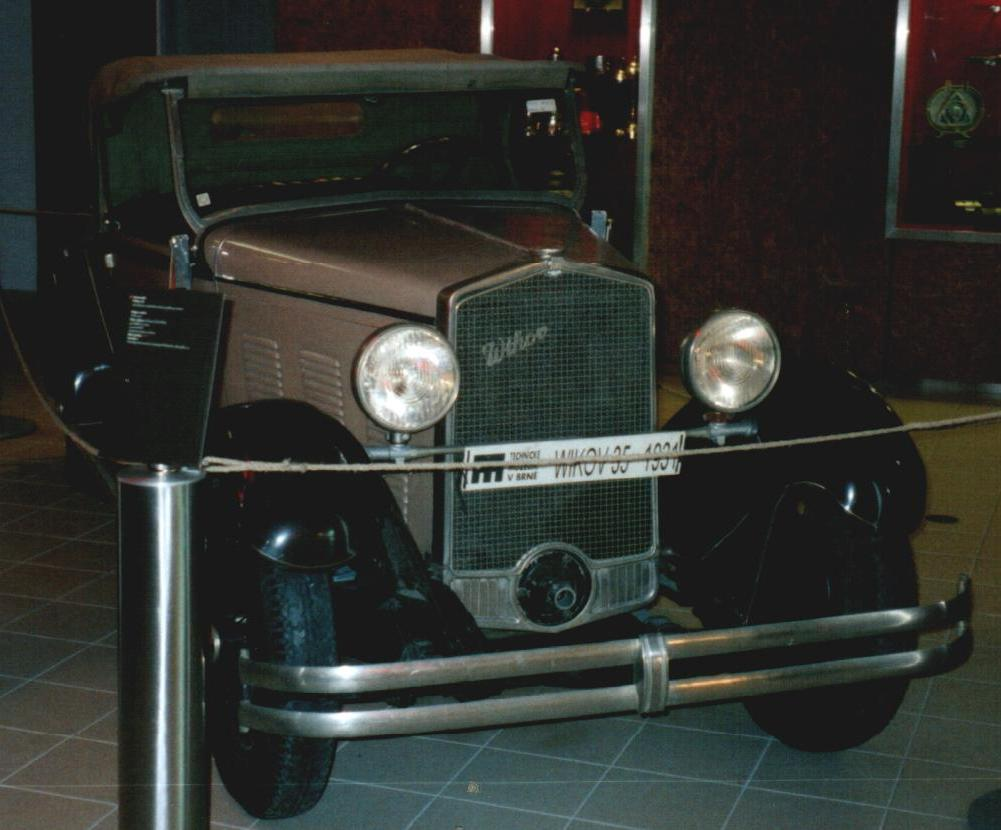
Один з перших випущених Wikov 35 Phaeton

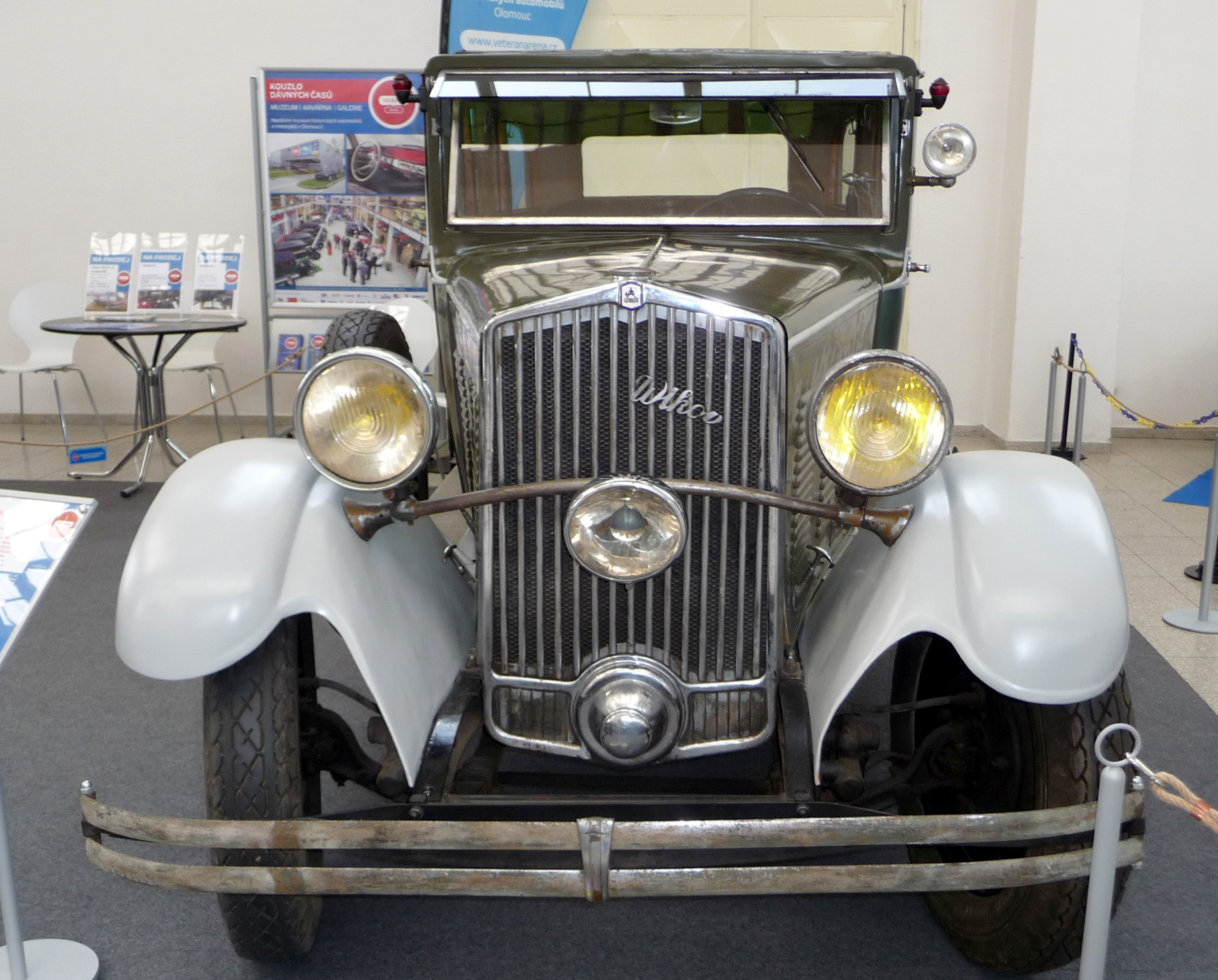
Wikov 35 Limousine

1929 року фірма починає випускати більшу модель, яка отримує індекс 35. Машина оснащена 1.7 л мотором потужністю в 35 сил, максимальна швидкість авто — 100 км/год. Автомобілі отримують ліве розташування керма.

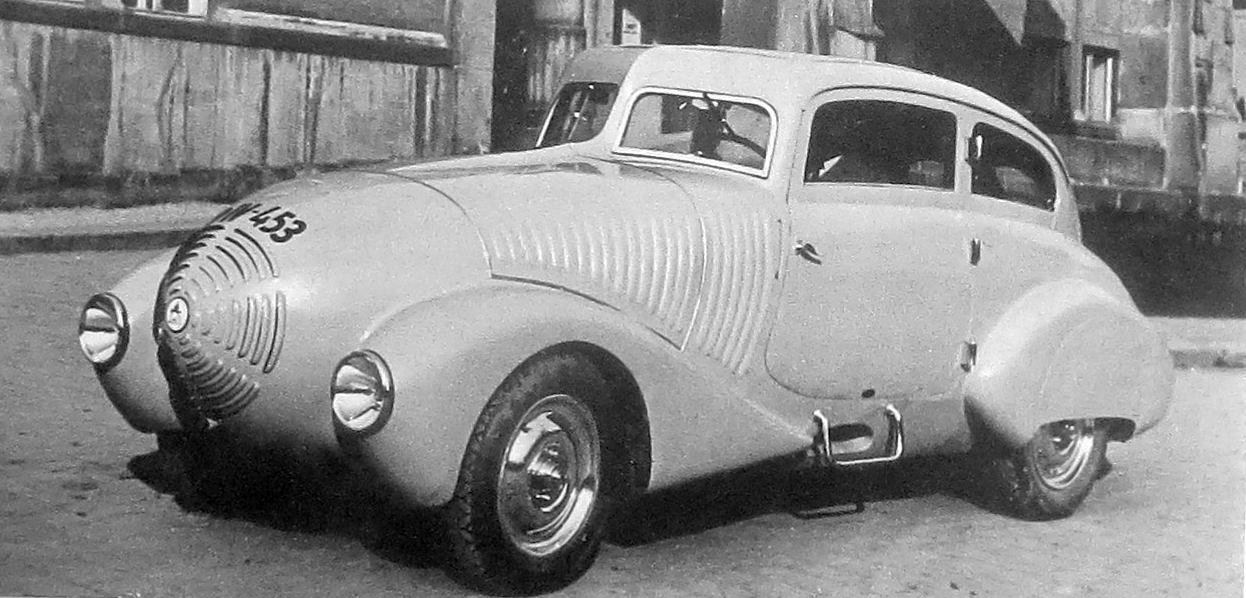
Wikov 35 Kapka

У1931 році на автомобільній виставці в Празі був представлений перший обтічний чеський автомобіль, це був «Віков 35 Капка» (українською — «Крапля»), автомобіль з аеродинамічним кузовом розвивав швидкість у 105 км/год. Всього разом з ним було побудовано 3 обтічних автомобілі, кожен з яких відрізнявся якимись елементами декору; другий і третій автомобілі носили ім'я «Красін» і «Капуцин».
Загалом «Віков 35» було побудовано 150 штук.

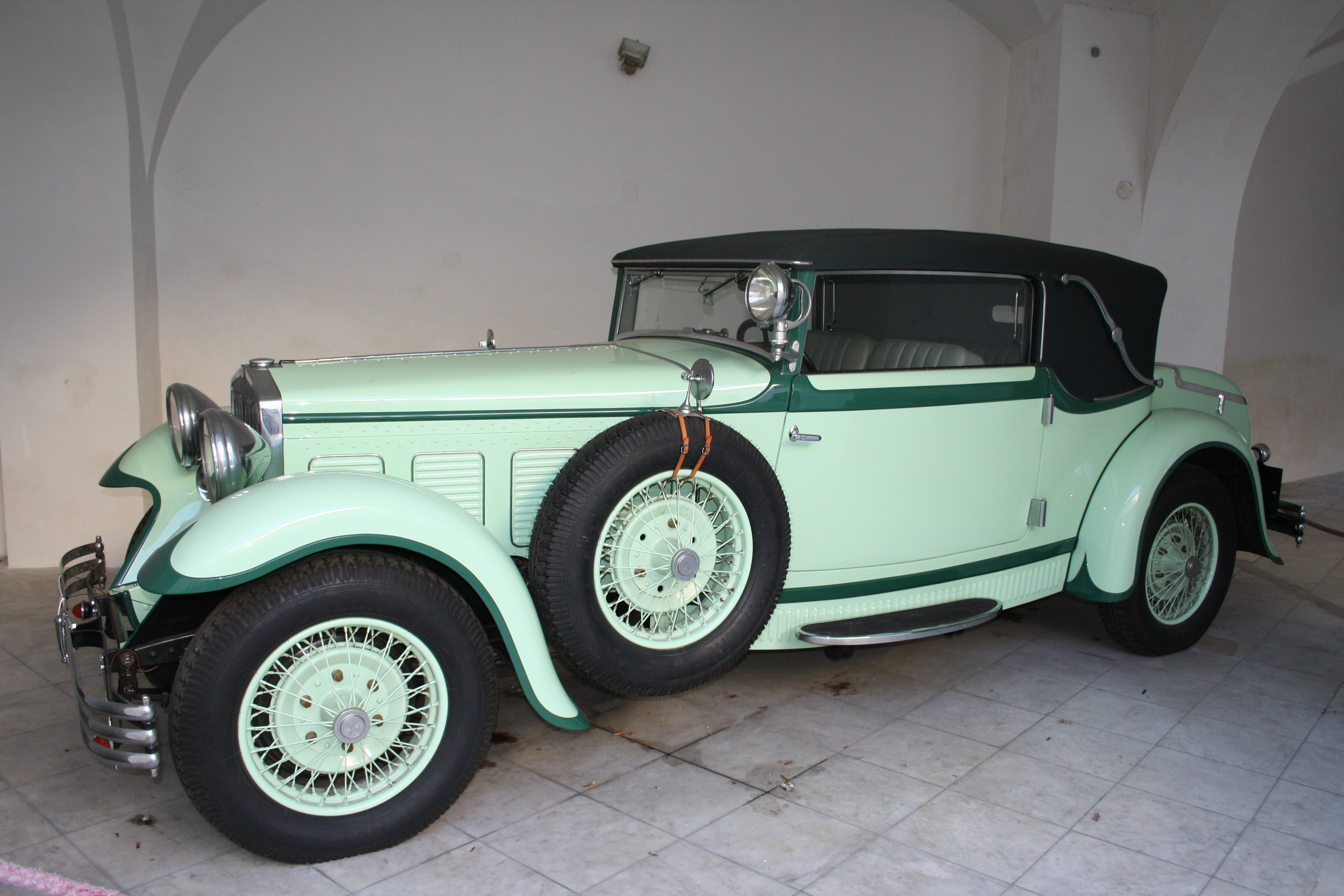
Wikov 70 Kabrio

1930 року фірма «Віков», яка тепер виготовляє автомобілі виключно вручну, хоче закріпитися в сегменті розкішних автомобілів: публіці демонструють 8-циліндровий 3.5 л і 70-сильний люкс-автомобіль, який був здатний розвивати швидкість у 130 км/год, не в останню чергу завдяки 4-ступінчастій коробці передач. За 3 роки зуміли продати всього 3 автомобілі: кабріолет, фаетон і лімузин. Кабріолет зберігся до наших днів, оскільки власник, щоб зберегти машину від конфіскації авто для цілей Вермахту, переробляє її в пожежну машину, новий же власник вже в наш час за фотографіями та кресленнями, які збереглися, повернув попередній стан автомобіля.
У 1933 році з'являється автомобіль, чиї продажі б'ють рекорди моделі 7/28, а саме — «Віков 40», його рекорд становив 330 автомобілів.

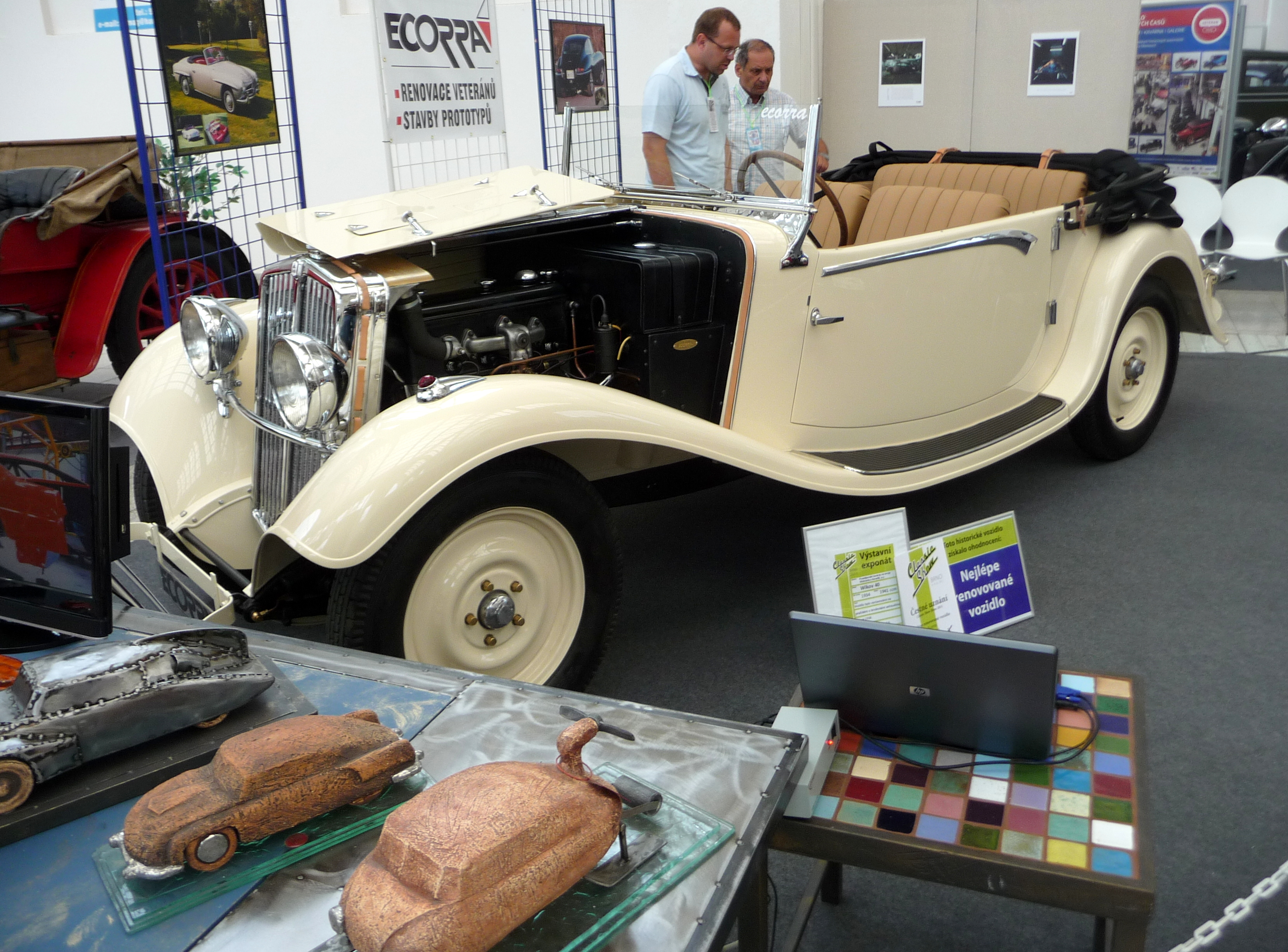
Wikov 40 Kabrio

«Віков 40» мав 1.9 л мотор, потужність якого була 43 сили. Автомобіль мав два різних шасі з різницею в довжині на 25 см.

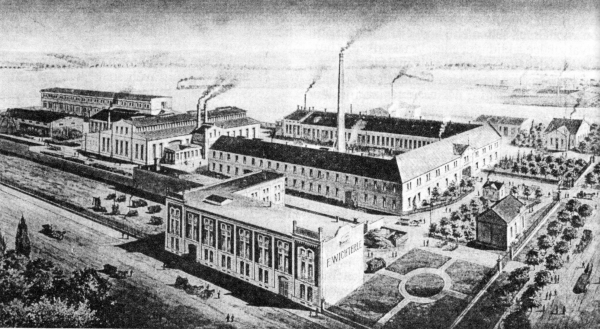
Завод Wichterle a Kovářík 1900 року

У 1934 році було побудовано 3 прототипи малолітражних автомобілів, який назвали Baby.
На прототипах стояли: 1-циліндровий двотактний 350-кубовий мотор; такий же, але об'ємом 500 кубів, куплений у фірми «ДКВ», і 3-циліндровий власної конструкції, його об'єм становив 650 кубів, при цьому потужність, що розвивається, дорівнювала 19 сил, а задньомоторне авто розвивало при цьому швидкість 70 км/год . У автомобіля була хребтова рама (як на «Татрах») і незалежна підвіска всіх коліс. Загалом було продано 5 таких автомобілів.

## Припинення виробництва автомобілів
У 1937 році фірма вирішує припинити виробництво легкових автомобілів і переключається на виготовлення 1.5 т вантажівок, які почала випускати ще в 1932 році, їх виробництво зупинилося в 1940 році, але всі вантажівки йшли на потреби Вермахту.

## Закриття компанії
Після війни фірма була націоналізована і названа «Агрозет», у 2004 році фірма була перейменована в Wikov, однак з 1940 року автомобілями вона більше не займалася.
Загалом за 18 років, протягом яких фірма виробляла автомобілі, було побудовано близько 800 екземплярів, причому у світі не існує 2-х однакових автомобілів, оскільки кожне авто виготовлялося на замовлення і лише вручну.

## Список легкових автомобілів Wikov
- 1922 — Wikov IV
- 1925 — Wikov V
  - Wikov 7/28
- 1928 — Wikov 7/28 1500 Sport
- 1929 — Wikov 35
- 1930 — Wikov 70
- 1933 — Wikov 40
- 1934 — Wikov Baby